# Мецотинто
Мецотинто е техника в изобразителното изкуство, вид гравюра върху метал. При този процес на отпечатване образът се създава, като се извежда от тъмно към светло. Думата мецотинто идва от италиански mezzo-tinto (mezzo „полу“ и tinto „цвят“, „окраска“, „нюанс“), което означава „боядисан отчасти“.

## Техника
Мецотинто се счита за една от най-трудоемките техники в изобразителното изкуство. Техниката мецотинто може да бъде причислена към дълбокия печат.
При мецотинто повърхността на медна или цинкова метална плоскост се награпява плътно с инструмент, наречен кобилка. На този етап, покритата с мастило повърхност дава плътен черен отпечатък. На следващия етап художникът използва подходящ инструмент, с който полира участъци от предварително награпената повърхност така, че при по-нататъшното отпечатване по-грубите участъци дават по-тъмни нюанси на цвета. При отпечатването, плоскостта се покрива с мастило, след което се изтрива внимателно с длан. Най-гладко полираните участъци не задържат мастилото и дават светли до бели тонове.
Отделните цветове при техниката мецотинто се създават с отделни допълнителни плочи. В резултат на тази техника, създаваният образ сякаш изплува от чернотата на небитието.
Техниката на печатане мецотинто е измислена от Лудвиг фон Зийген (1609 – 1680). Най-ранната, оцеляла до днес, картина нарисувана по тази техника е от 1642 г. Най-големите майстори на мецотинтото за 20 век са Роберт Кипнис и Питър Илстед.

## Галерия
- Примери за мецотинто
- Опасният сън, Йохан Елиас Ридингер, ок. 1740
- Деца хвърлят снежни топки, Уилям Уорд, 1785
- Сър Уилям Хамилтън, Хенри Хъдсън, 1787
- Дороти Джордан нее Бланд, Джон Джоунс
- Дейвид Гарик като Ричард III, Джон Диксън, 1772.
- Генерал Хорейшо Гейтс, 1778
- Карл Линей, облечен като лапландец, Х. Кингсбъри, 1807
- Генерал Джеймс Улф, 1776
- Едуард Кинастън, Р.Б. Паркс, 1889
- Карикатура на английската мода от 18 век, „макарони“, 1774
- Общество на дамите-патриотки, Робърт Сейър, Джон Бенет, 1775